# Zane Beadles
(en) Statistiques sur pro-football-reference
Zane Dae Beadles (né le 19 novembre 1986 à Casper) est un joueur américain de football américain.

## Lycée
Beadles étudie à la Hillcrest High School de Midvale où il ne manque aucun match pendant trois saisons. Il effectue quatre-vingt-treize tacles, six sacks et une interception lors de sa dernière saison. Le site de recrutement Rivals.com le classe deux étoiles ainsi que Scout.com.

## Carrière

### Université
En 2007, il joue treize matchs (dont douze comme titulaire). Lors de la saison 2008, il débute tous les matchs de la saison, il est sélectionné dans la première équipe de la saison pour la conférence ainsi que lors de sa dernière saison en 2009. Il est un prétendant aux Outland Trophy et Lombardi Award en 2009 mais échoue.

### Professionnel
Avant le draft, Beadles est donné comme un favori, un des meilleurs offensive guard et offensive tackle, étant comparé à Jordan Gross. Zane Beadles est sélectionné au second tour du draft de la NFL de 2010 par les Broncos de Denver au quarante-cinquième choix. Lors de sa première saison (rookie), il joue les seize matchs de la saison dont quatorze comme titulaire. Beadles s'impose au poste de guard titulaire et est sélectionné pour remplacer Logan Mankins pour le Pro Bowl 2012.
Après quatre saisons pleines, il signe, le 11 mars 2014, un contrat de quatre d'une valeur de trente millions de dollars dont treize millions garantis, avec les Jaguars de Jacksonville.